# A. Frauenrath Bauunternehmen
Die A. Frauenrath Bauunternehmen GmbH ist ein Unternehmen mit Sitz in Heinsberg. Es wurde als Pflasterbetrieb gegründet und ist heute eine Unternehmensgruppe im Bauwesen. Zu den Standorten der Unternehmensgruppe Frauenrath zählen Heinsberg in Nordrhein-Westfalen und Großröhrsdorf in Sachsen. 2022 hatte die Unternehmensgruppe nach eigenen Angaben 444 Mitarbeiterinnen und Mitarbeiter und 191 Mio. Euro Umsatz.

## Geschichte
In ihrer über 150-jährigen Geschichte hat sich die Unternehmensgruppe Frauenrath vom Pflasterbetrieb einer Unternehmensgruppe im Bauwesen entwickelt. Neben einer Vielzahl klassischer Gewerke bietet Frauenrath auch zahlreiche Dienstleistungen von der Projektentwicklung über die Vermietung bis hin zum Facility-Management aus einer Hand.
Die Anfänge der Unternehmensgruppe Frauenrath lassen sich bis Arnold Frauenrath zurückverfolgen, der im Jahr 1868 in Hilfarth bei Heinsberg als selbständiger Pflasterer arbeitete. Mit der Übernahme der Geschäftsleitung durch Arndt Frauenrath im Jahr 1963 wendete sich das Unternehmen Schritt für Schritt neuen Geschäftsfeldern zu.
Arndt Frauenrath baute das Unternehmen zu einem Komplettanbieter rund ums Bauen um. Von 2000 bis 2006 bekleidete Arndt Frauenrath das Amt des Präsidenten des Zentralverbandes Deutsches Baugewerbe (ZDB). Für seine Verdienste um das deutsche Baugewerbe wurde ihm im Jahr 2006 der Ehrenring des Deutschen Baugewerbes verliehen. Am 31. März 2015 verstarb Arndt Frauenrath im Alter von 74 Jahren.
Heute wird die Unternehmensgruppe Frauenrath in fünfter Generation von Arndt Frauenraths Söhnen, den geschäftsführenden Gesellschaftern Gereon Frauenrath und Jörg Frauenrath, geleitet. Seit dem Jahr 2020 ist die sechste Familiengeneration in der Unternehmensgruppe tätig.

## Standorte
Neben dem Hauptstandort in Heinsberg hat die Unternehmensgruppe seit 1992 einen weiteren Standort in Großröhrsdorf, der im Sommer 2017 sein 25-jähriges Bestehen gefeiert hat.

## Geschäftsfelder
Die Geschäftsfelder der Unternehmensgruppe Frauenrath decken ein breites Spektrum an Bau- und Dienstleistungen ab, die in sieben Unternehmen und mehreren Beteiligungen gebündelt sind. Zur Gruppe gehören über 30 Betreiber- und Projektgesellschaften, sie ist zudem an zahlreichen Arbeitsgemeinschaften beteiligt. Zu den Geschäftsfeldern der Gruppe zählen der Erdbau, Kanalbau und Straßenbau, der Hochbau, Schlüsselfertigbau und die Projektentwicklung, das Facility-Management und der Landschaftsbau sowie Recycling, Abbruch und Sanierung. Neben den Bauleistungen gewinnen Projektentwicklungen und Privat Public Partnership-Projekte an Bedeutung. Zum 1. Januar 2022 hat die Unternehmensgruppe Frauenrath zudem den Industriepark Düren-Niederau von der Nouryon Chemicals GmbH übernommen. Auf dem 11 Hektar großen Areal sind Unternehmen unterschiedlicher Branchen mit insgesamt rund 300 Arbeitsplätzen ansässig.
Die Gruppe ist an Windkraftanlagen mit einer Gesamtleitung von 23,1 MW (Stand 2020) sowie einem Biomassekraftwerk beteiligt. Sie betreibt zudem eigene Photovoltaikanlagen. Insgesamt wurden im Jahr 2020 hierdurch mehr als 62.000 MWh Strom regenerativ gewonnen. Außerdem stellt die Unternehmensgruppe den Pkw-Fuhrpark schrittweise auf Elektromobilität um.
Zur Unternehmensgruppe Frauenrath gehören in Heinsberg neben der A. Frauenrath Bauunternehmen GmbH die A. Frauenrath Recycling GmbH (gegründet 1981), die A. Frauenrath Landschaftsbau GmbH & Co. KG (gegründet 1985) und die A. Frauenrath BauConcept GmbH (gegründet 1999). Die Thomas GmbH gehörte von 1999 bis Ende 2015 zur Gruppe.
Am Standort in Großröhrsdorf wurde im Jahr 1992 die Frauenrath Bauunternehmen GmbH gegründet, 1993 und 1999 kamen hier die Frauenrath Recycling GmbH und die Frauenrath Landschaftsbau GmbH zur Gruppe hinzu.

## Projekte
- Feuerwache Lehrte[13]
- Ressourcenschutzsiedlung Bedburg-Kaster[14]
- Willy-Brandt-Gesamtschule, Köln-Höhenhaus, Neubau, in Arbeitsgemeinschaft[15]
- RWTH Aachen, „Tor zum RWTH Aachen Campus Melaten“: Lehr- und Weiterbildungsgebäude der Medizinischen Fakultät der RWTH Aachen[16]
- Wohnquartier „Siebengebirgsterrassen“, Bonn-Bad Godesberg[17]
- Erschließung Löwitz-Quartier, Leipzig, in Arbeitsgemeinschaft[18]
- NEW AG, NEW-Blauhaus, Neubau auf dem Campus der Hochschule Niederrhein in Mönchengladbach[19]
- Phoenix-See Dortmund
- Rückbau und Sanierung ehemalige Papierfabrik der Stora Enso in Düsseldorf-Reisholz
- Flughafen Frankfurt Main, Landebahn Nord-West
- Romaneum, Neuss, PPP-Projekt, in Arbeitsgemeinschaft
- Bundesautobahn 61, Ausbauabschnitt zwischen Güdderath und Wickrath, in Arbeitsgemeinschaft
- Hauptstelle Kreissparkasse Heinsberg in Erkelenz, Neubau, in Arbeitsgemeinschaft[20]

Im Rahmen des Projekts „100 Klimaschutzsiedlungen in Nordrhein-Westfalen“ der nordrhein-westfälischen Landesregierung realisiert die Unternehmensgruppe Frauenrath die Klimaschutzsiedlungen WohnenPlus Erkelenz und WohnenPlus Heinsberg.

## Sozial- und Kulturstiftung A. Frauenrath
Im Jahr 2000 hat Arndt Frauenrath die Sozial- und Kulturstiftung A. Frauenrath ins Leben gerufen. Sie unterstützt seither vor allem hilfsbedürftige Familien in Heinsberg und soziale Projekte im In- und Ausland. Zudem widmet sich die Stiftung dem Umwelt-, Landschafts- und Denkmalschutz im Kreis Heinsberg und fördert Projekte aus den Bereichen Bildung, Kultur und Sport. Seit 2016 vergibt die Stiftung den mit 1.000 Euro dotierten Arndt_ Frauenrath-Ehrenpreis. Geehrt wird einmal jährlich zu den Lossprechungsfeierlichkeiten die beste Auszubildende bzw. der beste Auszubildende im Ausbildungsberufs Straßenbauer im Bezirk der Straßenbauer-Innung Rurtal.